# Camaguan
Camaguan é uma cidade venezuelana, capital do município de Camaguan.